# Ukrajinska Sovjetska Socijalistička Republika
Ukrajinska Sovjetska Socijalistička Republika; (ruski: Украинская Советская Социалистическая Республика, ukrajinski: Українська Радянська Соціалістична Республіка); bivša sovjetska komunistička republika službeno nastala 30. prosinca 1922. sa središtem u boljševičkom gradu Harkivu, Ukrajina. 
Granica između RSFSR u USSR je 1922. godine povučena na očitu ukrajinsku štetu: u prostranim okruzima koji su ostali s ruske strane granice živjelo je tada oko 2/3 Ukrajinaca (do 1970.-ih godina je zahvaljujući sistematskoj rusifikaciji je broj stanovnika koji se i dalje deklarirao Ukrajincima opao na 1/10). Isto vrijedi za prostrano područje Kubana, gdje je 1920-ih godina živjelo približno 2/3 Ukrajinaca, da bi pri kraju sovjetske vladavine samo 2,5 posto stanovnika deklarirao kao Ukrajinci - makar je ondje ostao raširen miješani jezik balačka, u suštini ukrajinski jezik kojem je dodano mnoštvo ruskih riječi. Međutim je zahvaljujući rezultatima sovjetsko-njemačkoj invazije na Poljsku 1939. godine i potom pobjede SSSR-a u II. svjetskom ratu obuhvatila USSR također i područje Zapadne Ukrajine - koja je od 1793. godine kod Podjele Poljske bila pripala Austriji, kao i područje Rutenije, područja s ukrajinskim stanovništvom koje je od 11 stoljeća predstavljalo dio Mađarske.  

## Povijest Sovjetske Ukrajine
Ukrajinska nacionalna ideja i težnja za neovisnošću od Moskve opstala je vrlo žilavom između dva svjetska rata, pa čak se dvadesete godine 20. st., u vrijeme tzv. ukrajinizacije, mogu nazvati i novim preporodom stare ukrajinske kulture i jezika. Prvih godina SSSR-a ukrajinski boljševici su potpomagali razvoj zemlje dajući seljacima stanovite povlastice, no pod Staljinom je uslijedio teror nad stanovništvom u kojemu je umrlo nekoliko milijuna ljudi, nakon čega je započeta ponovna rusifikacija ukrajinskih prostora - gdje se cjelokupno visokoškolsko obrazovanje i veliki dio službene komunikacije odvijao na ruskom jeziku. 
Kako bi zadovoljio državne potrebe u povećanoj potražnji hrane i kako bi namaknuo sredstva za industrijalizaciju zemlje, Staljin je krenuo u realizaciju svoje ideje o kolektivizaciji poljoprivrede, koja je ponajprije pogodila Ukrajinu koju se često nazivalo «žitnicom SSSR-a». Stravičan događaj koji je zadesio Sovjetsku Ukrajinu početkom 1930.-tih godina osudio je milijune ukrajinskih građana na smrt, no svijet je o tome doznao nešto više tek na prijelazu s 20. na 21. stoljeće.  

### Ukrajinizacija i rusifikacija
Od 1923. do 1933. godine provodile su sovjetske vlasti tzv. ukrajinizaciju na području USR. Državne vlasti su ciljano radile na povećavanju postotka etničkih Ukrajinaca u gradovima (tj. među radnicima i službenicima), većem uključivanju Ukrajinaca u obrazovanje i poučavanju ukrajinskog jezika kao dominantnog - npr. se na službeničkim mjestima nisu mogle zaposliti osobe koje nisu naučile ukrajinski. Tim mjerama su komunističke vlasti pridonosile legitimizaciji svoje vladavine, predstavljajući se borcima za ukrajinski nacionalni interes. Tim je mjerama bila donekle pogođena židovska populacija, koja je odranije velikim dijelom živjela u gradovima - te je udio židovskih studenata u visokoškolskim ustanova smanjen od 47,4 posto u 1923. na 23,3 posto u 1929. godini. Udio etničkih Ukrajinaca povećan je i u redovima same komunističke partije: u 1922. godini je u njenim redovima bilo 23 posto Ukrajinaca, 13,6 posto Židova i 54 posto Rusa, da bi 1933. bilo među ukrajinskim komunistima 60 posto Ukrajinaca, 11,2 posto Židova i 23 posto Rusa (Židova je u Ukrajini bilo oko 8 posto, ali je oko 4/5 njih živjelo u gradovima, gdje je viši postotak stanovništva ulazio u redove Komunističke partije). Kraj Ukrajinizaciji nastupio je početkom 1930-ih godina, kada je ukrajinska komunistička elita pokušala zaštiti ukrajinsko seljaštvo od neizdržive eksploatacije Države i guranja preko ruba gladi. Staljin je na takav izraz nacionalizma reagirao čistkom u redovima komunista 1932. – 1933. god. i proganjanjem kulturnih radnika koji su podizali nacionalnu svijest.
Rusi su u Ukrajini činili oko 10 posto stanovništva (neravnomjerno raspoređeni: činili su između petine i polovine stanovništva u gradskim okruzima poput Kijeva, Odese, Mikolajiva, Donetska i Luhansku, te u manjem broju ruralnih okruga; u drugim dijelovima zemlje ih je bilo 2 posto ili manje) ali su u razdoblju Carske Rusije prevladavali među višim činovništvom i među kapitalistima, te se u gradovima uglavnom govorilo ruski; također je pretežni dio novina i knjiga izlazio na ruskom. Tijekom uspostave sovjetske vlasti u Ukrajini, većina je službenih akata i proglasa bila izdavana na ruskom jeziku. Tijekom perioda ukrajinizacije, rusi i Ukrajinci kojima je materinji jezik bio ruski su pružali stanoviti otpor toj službenoj politici, ali je njihov ukupni udio smanjen stanovitim odseljavanjem i asimilacijom. Međutim je u progonima bogatijih seljaka i građana 1929. – 1932. god. postradala većina ukrajinske kulturne i druge elite, a u holodomoru je postradalo osobito ukrajinsko seljaštvo: udio Rusa se povećao, a državna politika im je davala stanovitu prednos, a od 1945. godine se organizirano i sistematski poticalo doseljavanje etničkih Rusa u Ukrajinu, te su Rusi objektivno predstavljali visoko povlaštenu socijalnu grupu u Ukrajini. Kao i u doba Carske Rusije, većina knjiga u Ukrajini se tiskala na Ruskom jeziku. S vremenom, sve srednje i visoke škole u Ukrajini su bile isključivo rusko-jezične, izuzev manjeg broja na zapadu Ukrajine (koji je ranije stoljećima bio u sastavu Austro-Ugarske, te potom Poljske), na ruskom jeziku je bila većina novina, radijskih i televizijskih programa. Etnički rusi su među studentima visokoškolskih ustanova (koje je bilo isključivo na ruskom jeziku) sudjelovali s oko 2 i pol puta višim postotkom od udjela u ukupnom stanovništvu. Zahtjevi stanovitog broja ukrajinskih kulturnih djelatnika da se omogući normalni razvoj ukrajinskog jezika i kulture dočekani su državnom represijom protiv njih; međutim je i dalje bilo dopušteno pisati i govoriti ukrajinski, pa je oko trećina ukrajinskih znanstvenih djela, knjiga i časopisa nastavila izlaziti na ukrajinskom - manje uglednom - jeziku. Među etničkim Ukrajincima, do 1979. godine njih oko 10 posto nije uopće ili je tek malo znala ukrajinskoga, a u širokim slojevima stanovništva se raširio tzv. suržik, mješavina ruskog i ukrajinskog jezika (gdje se na bazu ukrajinskog jezika dodaje vrlo mnogo riječi iz ruskog). U ukrajinskim područjima koja su ostale s ruske strane granice - u tim dosta prostranim pograničnim okruzima RSFSR, te na prostranom području Kubana je 1920.-ih godina živjelo oko 2/3 etničkih Ukrajinaca - do 1970. godine je udio stanovnika koji su se izjašnjavali kao etnički Ukrajinci pao na oko 10 posto, odnosno na 2,5 posto na području Kubana.

### Industrijalizacija zemlje
Godine 1929., seljacima se oduzima zemlja i stoka. Nastaju kolektivne farme – kolhozi (od ruskog коллективное хозяйство/kollektivnoe hozjajstvo/kolektivno gospodarstvo). U konfisciranju imovine, država je koristila regularne jedinice policije, kao i postrojbe tajne policije. Mnogi su se odupirali takvoj odluci Vlade i započela je očajnička borba seljaštva protiv sovjetske vlasti. Bogatije seljake nazivali su “kulacima” i bili su proglašavani neprijateljima države. Na desetke tisuća seljaka je bilo strijeljano ili poslano na neki od mnogobrojnih radnih logora na Dalekom Istoku.
Prisilna kolektivizacija imala je katastrofalan učinak na poljoprivredu. Usprkos tome, sovjetska je Vlada na čelu sa Staljinom povećala ukrajinski dio obveznog prinosa žita za čak 44%, dobro znajući da je to nemoguće izvesti i provesti u djelo. Sovjetski zakon nalagao je da se žito iz kolhoza ne može dijeliti među seljacima sve dok se ne napuni državna kvota koju je odredila Vlada. Vlast je postavljala tako nedostižne kvote, da je gladovanje postalo sveprisutna pojava. Najmanje je 5 milijuna ljudi nasmrt izgladnjeno u tragediji koju Ukrajinci nazivaju Holodomor ili hrvatskom riječju gladomor, iako neki stručnjaci uz reprodukciju dokumentarnih filmova navode i dvostruko više žrtava  Arhivirana inačica izvorne stranice od 18. studenoga 2019. (Wayback Machine).
Sovjetski Savez je zatajivao događaje vezane uz gladovanje, a tek se u osamdesetim godinama prošlog stoljeća priznalo da je bilo nekih poteškoća zbog diverzija kulaka i iznimno loših vremenskih prilika. Danas je gladomor prihvaćen i priznat kao stvaran događaj. Neki povjesničari smatraju da se glad 1932. – 1933. nije mogla izbjeći i da je bila izravna posljedica Staljinove kolektivizacije i industrijalizacije zemlje, dok drugi ostaju pri svojoj tezi da do gladi nije smjelo doći i da je to bio smišljeni čin i genocid nad ukrajinskim narodom.

### Drugi svjetski rat
Nakon što su Njemačka i SSSR podijelili Poljsku 1939., u sastav Sovjetske Ukrajine ulaze zapadna područja koja su dotada bila pod vlašću Poljske, a godinu dana kasnije i Bukovina i današnji ukrajinski dio Besarabije. Na samom početku Drugog svjetskog rata, ukrajinski nacionalisti, među kojima se posebno isticao Stepan Bandera, su surađivali s nacističkom Njemačkom, nadajući se njenoj pomoći u obnavljanju državnosti kao što je bio slučaj s Hrvatskom i Slovačkom koje su bile zasebne države pod kontrolom Trećeg Reicha. No, njemački teror koji će vladati Ukrajinom od 1941., raspršio je te iluzije. Godine 1942. stvorena je Ukrajinska ustanička armija (ukr. Українська повстанська армія), koja će ratovati i protiv Njemačke i protiv SSSR-a (i to protiv Sovjeta do 1950-ih). Drugi dio Ukrajinaca borio se protiv nacizma u redovima Crvene armije i partizanskom pokretu.
Nakon što su Nacisti zavladali Ukrajinom, zadržali su sovjetski tip kolektivnih farmi, sustavno su vršili genocid nad židovskim stanovništvom a preostalo stanovništvo (uglavnom Ukrajince) deportirali su na prisilni rad u Njemačku.  Ukrajinci su činili značajni dio Crvene armije i njenog vodstva, a kako bi se oduprijeli nacističkoj Njemačkoj bili su aktivni i kao članovi pokreta otpora.  
Cjelokupan zbroj svih žrtava tijekom Drugog svjetskog rata i odmah nakon rata u Ukrajini procjenjuje se na više od 10 milijuna, uključujući i preko milijun stradalih Židova koje su ubili posebni njemački SS odredi (Einsatzgruppen) i njihovi ukrajinski saveznici iz Divizije Galičina. Velika većina bila je žrtva zvjerstava, prisilnog rada i pokolja cijelih sela kao osveta za napade na nacističke snage. Veliki broj Ukrajinaca stradao je i nakon rata iz osvete Crvene armije prema pripadnicima Ukrajinske ustaničke armije koji su ratovali protiv nacista i sovjeta u isto vrijeme. Od ukupnog broja ratnih i posljeratnih žrtava u Sovjetskom Savezu, Ukrajinci su činili najmanje 40 posto. Usporedbom službenih popisa stanovništva iz 1941. i 1945. godine može se uvidjeti da je u Ukrajini zbog neprirodnih smrti, migracija i prisilnih deportacija, broj stanovnika smanjen s 41,9 na 27,4 milijuna. Od 11 milijuna sovjetskih vojnika, koliko se procjenjuje da je poginulo u sukobu s Nacistima, četvrtina od oko 2,7 milijuna žrtava bili su Ukrajinci, a dodatnih 1 milijun vojnika imao je ukrajinske korijene. Povrh toga, Ukrajina je vidjela neke od najvećih ratnih bitaka, opsadu Kijeva (koji će poslije dobiti titulu «Grad heroj») gdje je zarobljeno preko 660.000 sovjetskih snaga, žestoku obranu Odese, do pobjedničkog juriša preko Dnjepra.
Godine 1945. SSSR potpisuje s Čehoslovačkom sporazum o uključenju Zakarpatja u Sovjetsku Ukrajinu u okviru koje je 1946. osnovana Zakarpatska oblast sa središtem u Užgorodu. Ukrajinci su prema broju svoje poplulacije kroz povijest blisko slijedili Ruse, no ipak Ukrajinci često nisu dolazili do većeg izražaja, jer su teritorijalno razdvojeni živjeli u nekoliko moćnih suprotstavljenih imperija i država, sve do 1940. godine. I nakon 1940., znatan dio Ukrajinaca ostao je živjeti terotorijalno razjedinjen u pojedinim dijelovima Europe, posebno u dijelovima jugoistočne Poljske i Slovačke, koje su Ukrajinci također smatrali svojom zemljom. Nakon što je sovjetska vojska 1939. i 1940. pripojila zapadne ukrajinske regije Galiciju, Voliniju i Bukovinu sovjetskoj Ukrajini, u novoj republici našlo se više milijuna izrazito nacionalno osviještenih zapadnih Ukrajinaca. Staljinovi ideolozi bili su prisiljeni mijenjati pojedinosti svojih stajlišta i politiku prema mnogoljudnim Ukrajincima.

### Proces destaljinizacije
U narednim desetljećima Ukrajina ne samo da je dostigla prijeratni stupanj industrije i proizvodnje, nego je postala glavna udarna snaga među svim republikama Sovjetskog Saveza. Mnogi su komunistički vođe poput Nikite Hruščova i Leonida Brežnjeva bili rodom iz Ukrajine. Ponovno je nastalo povoljno vrijeme za razvijanje rusko-ukrajinskih kulturnih i inih veza. Mnogi su sportaši, znanstvenici, pisci i pjesnici dolazili iz Ukrajine. Godine 1954. kako bi obilježili 300. godišnjicu kako je ukrajinski hetman Bogdan Hmeljnicki ujedinio Ukrajinu s Rusijom, Ruska Sovjetska Federativna Socijalistička Republika odrekla se Krima, koji je pripojen Sovjetskoj Ukrajini. 
Poseban značaj za destaljinizaciju i normalizaciju građanskih odnosa imali su ukrajinski disidenti koji su djelovali u sklopu Ukrajinske helsinške grupe osnovane 1976. godine. U Sovjetskoj Ukrajini nakon Drugog svjetskog rata stasala je talentirana grupa mladih ukrajinskih intelektualaca čije je grupno ime glasilo Šistdesjatniki (Šezdesetičari), prema generaciji iz šezdesetih godina. Oni su bili javni buntovnici protiv represivnog sovjetskog partijskog režima, a svoja su politička stajališta iznosili kroz umjetničko izražavanje te su ujedno osuđivali konformizam kod starijih kolega. 
Među Šistdesjatnikima su se posebno isticali sljedeći intelektualci: pjesnici Ivan Drač, Lina Kostenko, Dmitro Pavličko, Vasilj Simonenko i Mikola Vinhranovskij; prozaici Volodimir Drozd, Valerij Ševčuk, Vasilj Stus i Grigir Tjutjunnik; književni kritičar Ivan Dzjuba; filmski redatelj Sergij Paradžanov; kazališni redatelj Les Tanjuk; umjetnici Alla Gorska, Galina Sevruk i Panas Zalivaha, ali i mnogi drugi uglednici poput Vjačeslava Čornovila, Mikole Rudenka, Oleksija Tihija, i Levka Lukjanenka.
Dana 26. travnja 1986. godine, na samoj granici Ukrajine i Bjelorusije, nedaleko od ukrajinskih gradova Pripjat i Černobil, dogodila se jedna od najstrašnijih nesreća u svjetskoj povijesti. Eksplodirao je reaktor u nuklearnoj elektrani čime su otpuštene velike količine radioaktivnih čestica. Ozračeni su krajnje sjeverni kraj Ukrajine, značajno naseljeno područje u susjednoj južnoj Bjelorusiji, jugozapadnoj Rusiji i nešto manje ostali dijelovi Europe. Iako je predsjednik Gorbačov pokušao zatajiti događaj, opasnost su otkrili švedski meteorolozi. Taj događaj kao i druga zbivanja samo su još dodatno potaknuli nezavisni ukrajinski društveni i politički pokret Ruh Ukrajine, koji se snažno zalagao za slom Sovjetskog Saveza u drugoj polovici osamdesetih. 
Ukrajina je proglasila svoju nezavisnost 24. kolovoza 1991. slijedeći primjer i ostalih sovjetskih republika. Jedna je od osnivača Zajednice Nezavisnih Država (ZND).  Dana 1. prosinca 1991. preko 95 posto ukrajinskih glasača na referendumu je izabralo samostalnu i nezavisnu Ukrajinu, i službeno su na taj način izašli iz Sovjetskog Saveza. SSSR će formalno prestati postojati 25. prosinca 1991., a tim činom ukrajinsku će nezavisnost i službeno priznati međunarodna zajednica.

## Samostalna Ukrajina 1991.
Proglašenjem ukrajinske nezavisnosti 24. kolovoza 1991. u Europi je stvorena druga po veličini europska država površine 603,700 četvornih kilometara s oko 52 milijuna stanovnika. Na čelu samostalne Ukrajine u razdoblju od 1992. – 1996. nalazit će se predsjednik Leonid Kravčuk, kojeg će 1996. godine zamijeniti Leonid Kučma.
Ukrajina se našla pred izazovom da uspješno prijeđe tranzicijsko razdoblje iz sovjetskog socijalizma u društvo političke demokracije i tržišne ekonomije. Predsjednik Ukrajine Leonid Kravčuk (1991. – 1994.) naišao je na podršku političke opozicije koja je prethodno zagovarala demokratizaciju društva, a Komunistička partija Ukrajine je na jedno vrijeme ukinuta. U novom političkom okruženju Kravčuk gotovo da nije nailazio na političku opoziciju no to nije bio dovoljan razlog kako bi se naslijeđeni stavovi i svjetonazor stare sovjetske političke elite izmijenili u kratkom vremenu, što je doista bilo neophodno. 
Politička relacija između Kijeva i Moskve ostala je i dalje vrlo žilavom, no svaka država se sada suočavala s vlastitim problemima raspada zajedničke države koja je u mnogo čemu povezivala dva samostalna naroda. Nakon što je Kravčuk krajem prosinca 1991. prisegao za Predsjednika Ukrajine, početkom 1992. niz parlametarnih mjera rezultirao je uspostavljanjem prethodno službenih simbola Ukrajine, prije svega plavo-žutu zastavu, grb Trizub i himnu «Još ne nestade Ukrajine». Ukrajinska novčana valuta grivnja iz objektivnih razloga uvedena je nešto kasnije, tijekom temeljitije provedbe ekonomskih reformi. 
Mladom državom su upravljale naslijeđene institucije, a cjelokupnom državnim aparatom počeo je kolati nešto liberalniji politički rječnik. Ukrajinska politika počela se razvijati kako unutar zemlje tako i na međunarodnom planu. Unatoč tome što je politika iz Kremlja zagovarala nova savezništva s pojedinim bivšim sovjetskim republikama, Ukrajina je samostalno krenula stjecati međunarodno priznanje politički neovisne zemlje. U sklopu organizacije Zajednica Nezavisnih Država, Ruska Federacija indirektno je nastojala Ukrajinu držati pod političkom kontrolom s činjenicom da dijele zajedničku povijest staru preko više od 300. godina, no Ukrajina se tome odupirala. 
Ukrajina je krenula u ravnopravno stvaranje prijateljskih odnosa s NATO savezom, gdje su formalni odnosi započeli kada se Ukrajina pridružila Sjeverno-atlantskom vijeću za suradnju. Ukrajina je tijekom 1994. krenula s potpisivanjem sporazuma Partnerstvo za mir što je također predstavljalo novu ideološku smjernicu. Posebne simpatije Ukrajina je stekla prilikom odluke o predaji vlastitog nukleranog arsenala u zamjenu za jamstvo SAD-a i Rusije o poštovanju njezinog suvereniteta.

### Režim Leonida Kučme
Do 2004. za vrijeme predsjednika Leonida Kučme, Ukrajinom je zavladala oligarhija koja je kontrolirala gotovo cijeli državni politički aparat. Kontorlirala je medije, sve razvijeniju industriju i rudarstvo, finacijske tokove te ostale državne grane, neophodne za funkcioniranje države. U to vrijeme značajno je stasanje nekoliko političko-kriminalnih klanova između kojih su se dva posebno isticala, a riječ je o donjeckom i dnjipropetrovskom. Uz kijevski klan oni su se duži niz godina suprotstavljali i nadmetali tijekom pretvorbe i privatizacije društvenog vlasništva, a zatim su naknadno sklopili savezništvo kako bi održali svojevrsno bezvlašće predsjednika Kučme. Njegov nasljednik trebao je biti Viktor Janukovič. 
Na predsjedničkim izborima 31. listopada 2004. predstavljeno je 24 kandidata. Izbori su održani u izrazito napetoj političkoj atmosferi u kojoj su Janukovičev tim i Kučmina administracija, imajući kontrolu nad vladom i državnim aparatom, nastojali zastrašiti Viktora Juščenka i njegove pristaše. Za građane Ukrajine koji su silno željeli smijeniti kriminalni režim, izaći iz moskovske sjene i pridružiti se ostatku Europe i zapadnoga svijeta Viktor Juščenko i Julija Timošenko postali su simbol vjere u bolju budućnost, uspješan razvoj demokracije i društva koje se našlo u krizi. 
"Slučaj Gongadze" (slučaj ubijenog novinara iz 2000.) najvjerojatnije će se pokazati kao prijelomna točka u novijoj ukrajinskoj povijesti. Leonid Kučma 2004. objavljuje kako se više neće kandidirati na mjesto predsjednika. U novoj kampanji za predsjednika Ukrajine, u drugom krugu su se pojavila dva kandidata. Proruski orijentiran Viktor Janukovič, tadašnji premijer Vlade, kojeg podržavaju i dotadašnji predsjednik Kučma i vlast iz Moskve, i njegov glavni oponent Viktor Juščenko, koji Ukrajinu želi okrenuti Zapadu i pokušati odvesti u Europsku uniju. 
U završnoj izbornoj utrci, Janukovič službeno odnosi tijesnu pobjedu, no Juščenko i njegove pristalice ne priznaju rezultate izbora, sumnjajući u njihovu vjerodostojnost. U zemlji izbija politička kriza. Oporba organizira masovne ulične prosvjede u Kijevu i drugim većim gradovima. Revolucija će ući u povijest pod nazivom Narančasta revolucija, zbog zaštitne boje oporbenog predsjedničkog kandidata Juščenka. Ubrzo Vrhovni sud Ukrajine rezultate izbora proglašava nevaljanima. U ponovljenim izborima pobjedu odnosi sadašnji predsjednik Viktor Juščenko. Pet dana nakon objave rezultata Viktor Janukovič daje ostavku i 5. siječnja 2005. raspušta se Vlada.
Na paralementarnim izborima 2007. godine prozapadne stranke odnijele su tijesnu pobjedu, a među njima je najjači bio Blok Julije Timošenko.

## Vanjske poveznice
- Governments of the Ukrainian Soviet Socialist Republic. Government portal. Pristupljeno 11. lipnja 2008.
- Constitution of the Ukrainian Soviet Socialist Republic. Verkhovna Rada of Ukraine (ukrajinski). 1978. Pristupljeno 11. lipnja 2008.